# Hydropsyche buyssoni
Hydropsyche buyssoni är en nattsländeart som beskrevs av Georg Ulmer 1907. Hydropsyche buyssoni ingår i släktet Hydropsyche och familjen ryssjenattsländor. Inga underarter finns listade i Catalogue of Life.